# Magic Computer

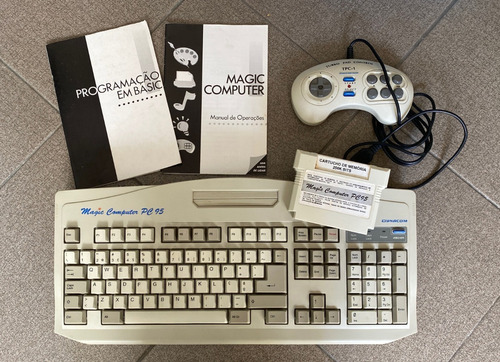
O PC-95, com o manual do usuário, um guia para programar em BASIC, o cartucho de expansão de 256Kbits e um joystick.

Magic Computer PC-95 é um computador pessoal 8-bits e famiclone que foi comercializado pela Dynacom na década de 1990. O mesmo é uma versão brasileira do ASDER PC-95 da NTDEC e ASDER.

## História
Em 1995 os consoles de 8 bits já estavam defasados. O lançamento em terras brasileiras do Mega Drive (licenciado pela Tectoy) e do Super Nintendo (licenciado pela Playtronic e posteriormente pela Gradiente), embora com preços ainda salgados em comparação aos famiclones nacionais, faziam com que caísse cada vez mais o interesse pelos consoles de 8 bits. Enquanto praticamente todas as empresas que lançaram famiclones saíam do mercado (dando lugar a clones chineses como o Polystation), a Dynacom se manteve no mercado com o lançamento do Dynavision 4. Como uma tentativa de se manter no mercado, a Dynacom lançou o Magic Computer PC95. 

### Explicação sobre o nome ASDER
Ao ligar o computador, aparece o nome ASDER em vez de Magic Computer. Isso se deve porque o Magic Computer supostamente é um ASDER PC-95 rebatizado. De acordo com a Dynacom, o nome ASDER é uma sigla e significa "Aplicativos Simplificados Dirigidos à Educação e ao Raciocínio". Não há conhecimento se a Dynacom pediu autorização a NTDEC/ASDER para comercialização do produto no Brasil ou se a empresa do produto original permitiu a comercialização.

## Funções e interfaces

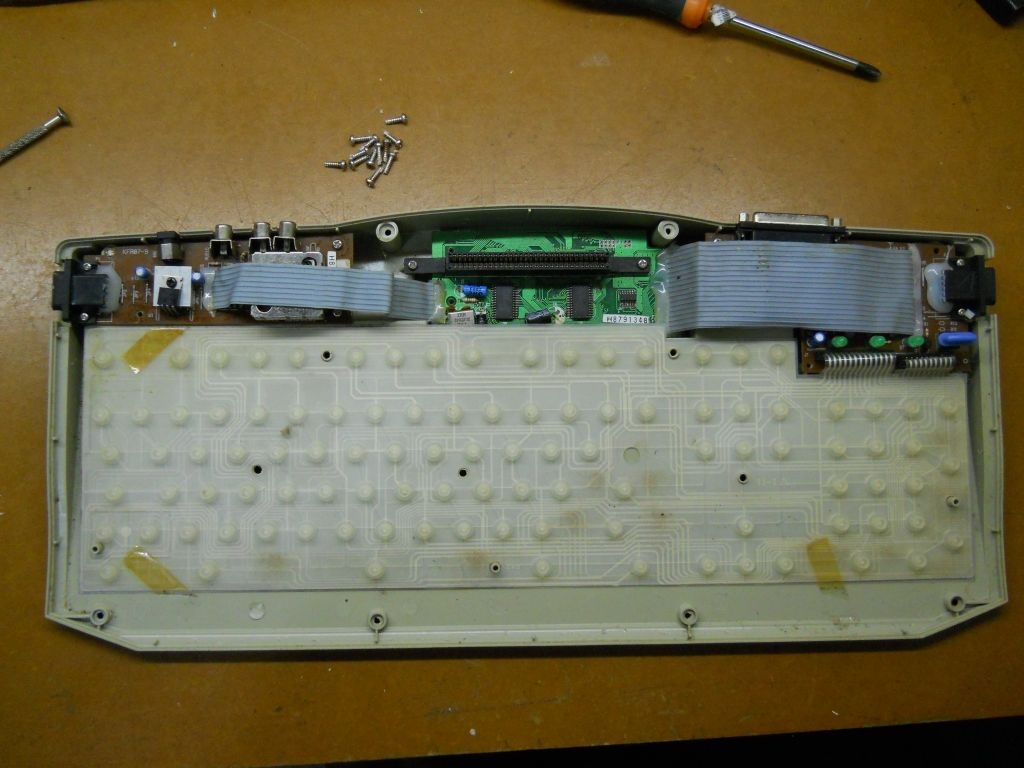
O Magic Computer aberto.

O Magic Computer PC95 tinha a proposta de trazer a informática ao alcance de todos e de possuir uma interface similar ao Windows (possivelmente o Windows 3.11, que era a versão Windows mais popular na época), sendo inclusive compatível com impressoras matriciais da época. Era basicamente um sistema "NES on a Chip" (possivelmente um chip ASIC 6578) com uma placa de teclado, interfaces DB-25 e DB-9 e com algumas funções a mais, com resolução de 256x240 pixels, processamento de vídeo de 64 cores e 64 sprites por tela, 4 KB de RAM, e 4 MBits de memória ROM de programa.
O console tem uma saída paralela para impressoras padrão DB-25, saída RF, saída RCA, e fonte de alimentação externa de 9V 350mA com chave para 110/220V.

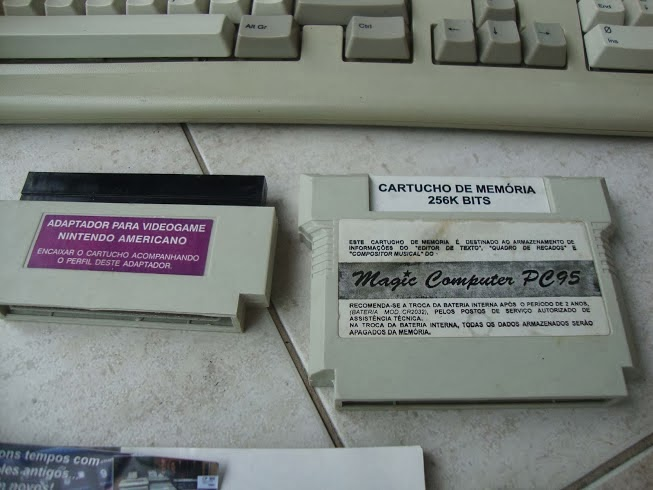
Cartucho de expansão de 256 KBits e adaptador de cartucho NES americano (72 pinos) para padrão japonês (60 pinos)

Acompanha o Magic Computer PC-95 um cartucho de memória RAM estática de 256 Kbits alimentada por uma bateria tipo botão de 3V para guardar texto e programação em Basic. Também incluso vai um adaptador para o NES de 72 pinos (padrão norte-americano) conectar-se ao do console que é de 60 pinos (padrão japonês).
O console tem uma saída paralela para impressoras padrão DB-25, saída RF, saída RCA, e fonte de alimentação externa de 9V 350mA com chave para 110/220V.

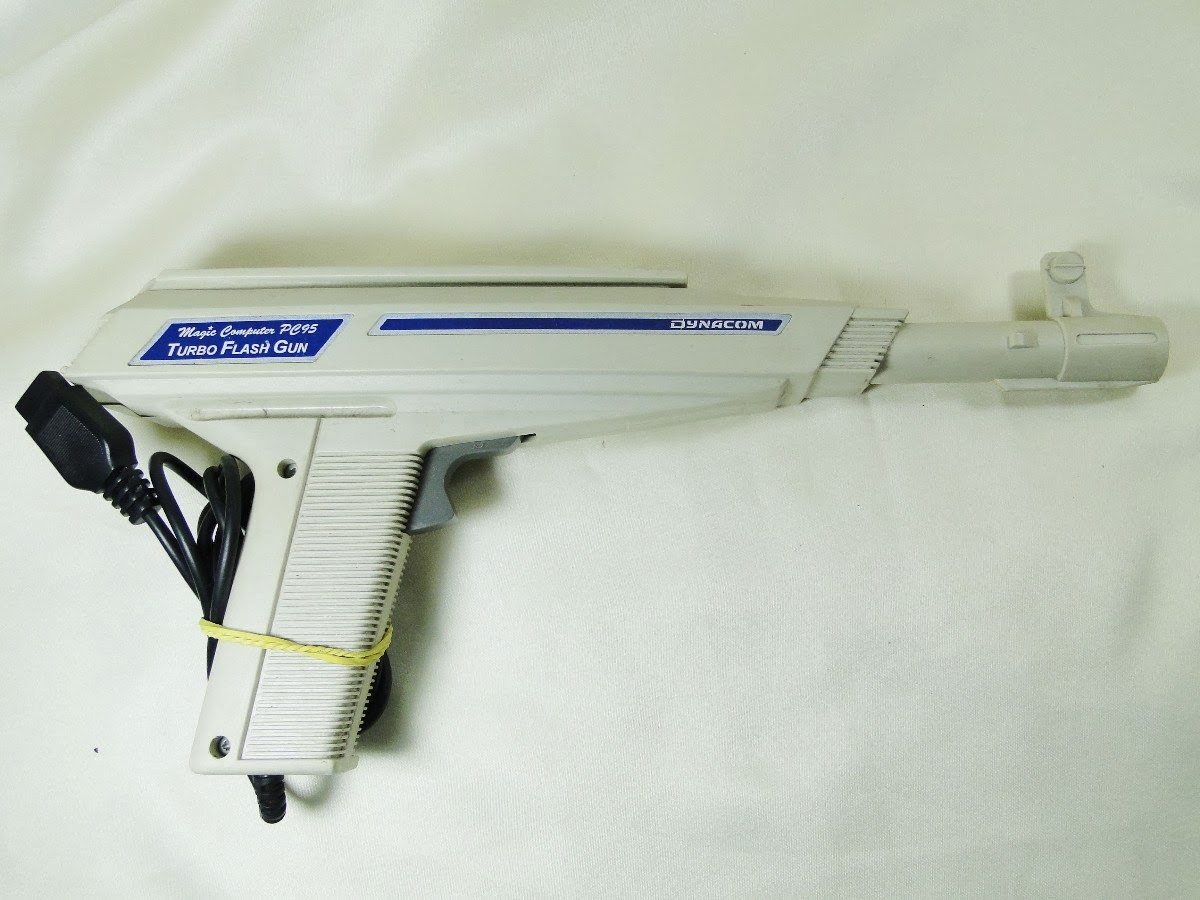
Acessório para jogos de tiro feito pela Dynacom semelhante ao Nintendo Zapper Gun.

Um joystick compatível com games Nintendo 8 bits (TPC-1 Dynacom) completa o conjunto e há duas entradas para joystick (DB-9) no console.

## Programas
Em termos dos programas, havia um editor de texto sem muitos recursos, uma calculadora, um quadro em que era possível fazer cálculos em sequência (mas nada se comparado ao Microsoft Excel 95, por exemplo). Chamam a atenção o Compositor Musical e o Sala de Som, "programas" para se criar e ouvir músicas em 8 bits. Embora o Sala de Som possua apenas músicas pré-programadas, no Compositor Musical era possível gravar as músicas criadas e ouvi-las a qualquer momento.
Gravar as músicas, bem como cálculos, textos e recados criados com o Magic Computer 95 era possível a partir de um cartucho que possuía 256k de memória. Este cartucho que acompanhava o console/computador possuía uma bateria interna, similar à já usada em The Legend of Zelda, Final Fantasy, Dragon Warrior e demais jogos que salvam o progresso, que permitia armazenar as informações produzidas pelo Magic Computer PC95. Havia ainda a recomendação de que a bateira fosse trocada a cada 2 anos.
Possuía 16 "programas" instalados. Destes "programas", alguns são jogos e outros são funcionalidades para um computador. Quanto aos jogos, nenhum foi desenvolvido para o Magic Computer PC95: os jogos foram lançados na coletânea Caltron 6 in 1 pela NTDEC para o ASDER PC-95.
A opção de programação em Basic oferece dois padrões, o G-Basic (Graphic Basic) que se diferencia do BASIC normal pelo seu uso para animações com sprites e movimentos (similar ao V3 do Famicom Basic) e pelo modo BG Graphic (Gráfico de Fundo) e o F-Basic (Formula Basic) com funções matemáticas e tratamento de Strings.

### Lista de programas
- Teste de matemática
- Exercício de digitação
- Jogo de datilografia
- Quadro de recados
- Exercício de datilografia
- G-BASIC (Graphics Basic)
- F-BASIC (Formula Basic)
- Calendário (Com datas entre 1/1/1995 e 31/12/2004 mas é possível digitar outros anos)
- Editor de texto
- Calculadora
- Sala de som
- Quadro de cálculo
- Compositor musical

## Jogos
O computador vinha com três jogos na memória: Magic Carpet, Balloon Monster e Porter. As vezes podia vir com um cartucho com 40 jogos embutidos.